# Christine Wasterlain
Pour les articles homonymes, voir Wasterlain.
Christine Wasterlain, née au XXe siècle à Tournai, est une rameuse d'aviron belge.

## Carrière
Christine Wasterlain remporte la médaille d'argent en skiff aux Championnats d'Europe d'aviron 1973.